# Пщулки (гміна)
Гміна Пщулкі (пол. Gmina Pszczółki) — сільська гміна у північній Польщі. Належить до Ґданського повіту Поморського воєводства.
Станом на 31 грудня 2011 у гміні проживало 8618 осіб.

## Територія
Згідно з даними за 2007 рік площа гміни становила 49.84 км², у тому числі:
- орні землі: 86.00%
- ліси: 2.00%

Таким чином, площа гміни становить 6.28% площі повіту.

## Населення
Станом на 31 грудня 2011:
| Опис     | Загалом | Загалом | Чоловіки | Чоловіки | Жінки | Жінки |
| -------- | ------- | ------- | -------- | -------- | ----- | ----- |
| одиниця  | осіб    | %       | осіб     | %        | осіб  | %     |
| все      | 8618    | 100     | 4279     | 49.65    | 4339  | 50.35 |
| міське   | 0       | 100     | 0        |          | 0     |       |
| сільське | 8618    | 100     | 4279     | 49.65    | 4339  | 50.35 |

## Сусідні гміни
Гміна Пщулкі межує з такими гмінами: Прущ-Ґданський, Сухий Домб, Тромбкі-Вельке, Тчев.